# Kim Jan-Di (taekwondo)
Kim Jan-Di (24 de julio de 1995) es una deportista surcoreana que compite en taekwondo.
Ganó una medalla de bronce en el Campeonato Mundial de Taekwondo de 2017 y una medalla de bronce en el Campeonato Asiático de Taekwondo de 2018. En los Juegos Asiáticos consiguió dos medallas de plata, en los años 2018 y 2022.

## Palmarés internacional
| Campeonato Mundial  | Campeonato Mundial           | Campeonato Mundial | Campeonato Mundial |
| Año                 | Lugar                        | Medalla            | Categoría          |
| ------------------- | ---------------------------- | ------------------ | ------------------ |
| 2017                | Muju (Corea del Sur)         | Medalla de bronce  | –67 kg             |
| Juegos Asiáticos    |                              |                    |                    |
| Año                 | Lugar                        | Medalla            | Categoría          |
| 2018                | Yakarta (Indonesia)          | Medalla de plata   | –67 kg             |
| 2022                | Hangzhou (China)             | Medalla de plata   | Equipo mixto       |
| Campeonato Asiático |                              |                    |                    |
| Año                 | Lugar                        | Medalla            | Categoría          |
| 2018                | Ciudad Ho Chi Minh (Vietnam) | Medalla de bronce  | –67 kg             |